# Minh Tiệp
Nguyễn Minh Tiệp (sinh ngày 6 tháng 7 năm 1977), thường được biết đến với nghệ danh Minh Tiệp, là nam người mẫu, người dẫn chương trình, diễn viên Việt Nam, anh được công chúng biết đến qua các bộ phim truyền hình, tiêu biểu như Ban mai xanh, Cảnh sát hình sự, Lập trình cho trái tim, và được khán giả mệnh danh là "Hoàng tử màn bạc". Hiện anh đang giữ chức vụ Phó Giám đốc Trường quay Cổ Loa.

## Tiểu sử
Minh Tiệp tên đầy đủ là Nguyễn Minh Tiệp sinh ngày 9 tháng 7 năm 1977, tại Praha, Tiệp Khắc (nay là Cộng hòa Séc), có quê gốc ở Thanh Hóa, là con út trong một gia đình công chức của Bộ Ngoại giao, bố anh vào thời điểm đấy là Đại sứ đặc mệnh toàn quyền tại Tiệp Khắc, ông từng là Thứ trưởng Bộ ngoại giao, mẹ anh cũng từng công tác trong Bộ Ngoại giao; bác anh là Bộ trưởng Bộ Ngoại giao Nguyễn Dy Niên. Năm 12 tuổi, anh được về Việt Nam sinh sống, anh từng học chuyên Anh tại trường THPT Phan Đình Phùng trong 3 tháng, rồi chuyển sang trường Amsterdam. Trong khi các anh chị theo lĩnh vực của cha mẹ thì anh lại theo con đường nghệ thuật, từ những năm 1995-1996, Minh Tiệp đã bắt đầu diễn thời trang tại Cung Văn hóa hữu nghị và xuất hiện trên báo.

## Sự nghiệp
Minh Tiệp tốt nghiệp Đại học Ngoại ngữ chuyên môn tiếng Anh, tốt nghiệp một khóa học ngắn hạn về đạo diễn thời trang tại Indonesia, sau đó sang thực tập tại Thái Lan, rồi vào làm thư ký chương trình cho kênh VTV2 và VTV3.
Năm 2001, Minh Tiệp được nhận một vai nhỏ trong phim truyền hình Hoa cỏ may, đầu năm 2002, anh đã vượt qua hàng trăm diễn viên trong nước và Đông Nam Á để nhận một vai trong phim quảng cáo sản phẩm UPS. Năm 2003, anh có vai diễn chính đầu tiên trong phim truyền hình Nấc thang mới của đạo diễn Trọng Trinh. Sau đấy, anh tham vào ba phần phim Cảnh sát hình sự: Phía sau một cái chết, Cô gái đến từ Bangkok và Thế giới không có đàn bà.
Năm 2005, đóng vai chính trong bộ phim Hà Nội, Hà Nội (河内河内) do Việt Nam và Trung Quốc sản xuất, với bộ phim này anh giành giải Cánh diều vàng cùng năm, bộ phim được gửi tham dự giải Kim Kê Bách Hoa (金鸡百花) năm 2007, Minh Tiệp cũng nằm trong số 30 diễn viên ban đầu được đề cử cho Nam diễn viên chính xuất sắc, danh sách sau đó được rút gọn còn 10 xuất. Cuối cùng người dành giải là diễn viên, ca sĩ Tạ Đình Phong. Sau khi học xong khoa báo chí chuyên ngành hai, Minh Tiệp học lớp đạo diễn tại trường đại học Sân khấu & điện ảnh cùng với NSND Công Lý, sau đấy anh tiếp tục sang Hồng Kông học hỏi thêm.
Vai diễn đáng chú ý nhất của Minh Tiệp là Lâm trong Lâp trình cho trái tim phát sóng năm 2009, qua bộ phim này khán giả yêu quí gọi anh là "King Kong", theo biệt danh của Lâm. Năm 2014, anh trở thành khách mời trong lễ trao giải thời trang Korea Best Dresser- Swan Award lần thứ 29 tại Hàn Quốc.
Minh Tiệp ngoài bằng cử nhân Chính trị học tại Học viện Báo chí và Tuyên truyền, năm 2017 anh được nhận bằng Thạc sĩ chuyên ngành Quản lý Văn Hóa tại Đại học Văn hóa Hà Nội. Cũng trong thời gian này anh làm Phó Giám đốc Nhà văn hóa Điện ảnh Ngọc Khánh thuộc Viện Phim Việt Nam.
Tháng 6 năm 2021, Minh Tiệp được bổ nhiệm làm Giám đốc Trung tâm phát triển công nghiệp văn hoá trực thuộc Viện Văn hoá Nghệ thuật quốc gia Việt Nam (thuộc Bộ Văn hoá, Thể thao và Du lịch). Anh hiện đang theo đuổi học vị Tiến sĩ chuyên ngành Quản lý văn hóa tại Viện Văn hóa Nghệ thuật quốc gia Việt Nam.
Minh Tiệp còn là giám đốc Công ty MTS, trong hoạt động đào tạo và quản lý nghệ sĩ trẻ, anh đã dành thời gian sang Trung Quốc để tham gia các khoá học về kỹ năng diễn xuất, kỹ năng xuất hiện trước công chúng. Anh cũng thu thập tài liệu của học viện Điện ảnh Bắc Kinh, cũng như mua những giáo trình đào tạo độc quyền từ các hãng phim nổi tiếng của Hồng Kông mang về áp dụng vào giảng dạy.
Ngày 01 tháng 12 năm 2023, anh được bổ nhiệm làm Phó Giám đốc Trường quay Cổ Loa.

## Đời tư
Năm 2011, anh kết hôn với Phạm Thùy Dương, cô từng vào vòng chung kết cuộc thi Hoa hậu Việt Nam 2010, trong cùng năm sinh được cô con gái đặt tên là Nguyễn Phạm Minh Thùy. Vì Thùy Dương có khối u ở ngực, nên hai vợ chồng quyết định không sinh thêm.

## Tác phẩm

### Phim
| Năm  | Tựa phim                    | Vai diễn             | Đạo diễn                          | Kênh                  | Ghi chú                      |
| ---- | --------------------------- | -------------------- | --------------------------------- | --------------------- | ---------------------------- |
| 2001 | Hoa cỏ may                  | Bạn Tiến             | Lưu Trọng Ninh                    | VTV3                  | phần 2                       |
| 2003 | Tình yêu của tôi            |                      | Bùi Huy Thuần                     | VTV1                  | Điện ảnh truyền hình         |
| 2003 | Nấc thang mới               | Duy                  | Trọng Trinh                       | VTV3                  | Phim ngắn tập                |
| 2003 | Phía sau một cái chết       | Cảnh                 | Trọng Trinh                       | VTV3                  | Cảnh sát hình sự             |
| 2004 | Cô gái đến từ Băng Cốc      | Cảnh                 | Mai Hồng Phong                    | VTV3                  | Cảnh sát hình sự             |
| 2004 | Thế giới không đàn bà       | Trung                | Vũ Minh Trí                       | VTV3                  | Cảnh sát hình sự             |
| 2004 | Tìm người trong tranh       |                      | Nguyễn Anh Dũng                   | VTV3                  | Điện ảnh truyền hình         |
| 2004 | Cánh gió đầu đông           |                      | Vũ Hồng Sơn                       | VTV1                  | Điện ảnh truyền hình         |
| 2005 | Trò đùa của Thiên Lôi       | Lê Tình              | Nguyễn Quang                      |                       | Điện ảnh                     |
| 2005 | Hà Nội, Hà Nội              | Dân                  | Bùi Tuấn Dũng,                    |                       | Điện ảnh                     |
| 2005 | Ban mai xanh                | Bằng                 | Trọng Trinh                       | HTV9                  | Phim dài tập                 |
| 2005 | Mạnh hơn công lý            | Hoàng Tú             | Nguyễn Quang                      | H1                    |                              |
| 2007 | Giá Mua Một Thượng Đế       | Tú                   | Hồ Ngọc Xum                       |                       | Điện ảnh                     |
| 2008 | Em muốn làm người nổi tiếng | Tân                  | Nguyễn Đức Việt                   |                       | Điện ảnh                     |
| 2009 | Lập trình cho trái tim      | Hoàng Lâm            | Nguyễn Mạnh Hà - Phạm Nhuệ Giang  | VTV3                  |                              |
| 2009 | Kén dâu như ý               | Dũng                 | Lê Cường Việt                     |                       | Điện ảnh truyền hình         |
| 2010 | Tiếng dương cầm trên biển   | Tùng                 | Trần Quang Đại                    | HTV9                  |                              |
| 2010 | Cuộc gọi lúc 0 giờ          | Hoài Phong           | Nguyễn Danh Dũng                  | VTV3                  | Phim dài tập                 |
| 2011 | Rio                         | Blu                  | Carlos Saldanha                   | Điện ảnh              | Lồng tiếng                   |
| 2011 | Vòng tròn cạm bẫy           | Huy Khang            | Bùi Tuấn Dũng                     | VTV1                  | Phim dài tập                 |
| 2015 | Lời ru mùa đông             | Nam                  | Mai Hồng Phong                    | VTV1                  | Phim dài tập                 |
| 2017 | Hoa hồng mua chịu           | Tín                  | Vũ Xuân Hưng                      | VTV6                  | Phim dài tập                 |
| 2018 | Quỳnh búp bê                | Vũ                   | Mai Hồng Phong                    | VTV1, VTV3 VTVgiaitri | Phim dài tập +1 tập đặc biệt |
| 2019 | Sinh tử                     | Lê Vịnh              | Khải Hưng - Nguyễn Mai Hiền       | VTV1                  | Phim dài tập                 |
| 2020 | Những ngày không quên       | Bạn trai Vy          | Nguyễn Danh Dũng - Trịnh Lê Phong | VTV1                  | Phim dài tập                 |
| 2023 | Nhà mình lạ lắm             | Diễn Viên Quên Thoại | Đinh Tuấn Vũ                      | K+                    |                              |
| 2025 | Cha tôi, người ở lại        | Huấn                 | Vũ Trường Khoa                    | VTV3                  |                              |

### Chương trình truyền hình
| Năm  | Chương trình                                  | Vai trò    | Bạn diễn    | Kênh   | Ghi chú                                        |
| ---- | --------------------------------------------- | ---------- | ----------- | ------ | ---------------------------------------------- |
| 2008 | Khắc nhập khắc xuất (mùa 1)                   | MC         |             | VTV3   |                                                |
| 2009 | Vitamin                                       | MC         | Thụy Vân    | Hà Nội |                                                |
| 2009 | Lựa chọn cuối tuần                            | MC         |             | VTV1   | (Giới thiệu chương trình / sự kiện trong tuần) |
| 2010 | Vietnam's Next Top Model (mùa 1)              | Khách mời  |             | VTV3   | Tập 10                                         |
| 2013 | Cặp đôi hoàn hảo (mùa 2)                      | Người chơi | Hà Thúy Anh | VTV3   | Bỏ cuộc                                        |
|      | Hành trình văn hóa                            | MC         |             | VTV1   |                                                |
| 2014 | Bữa trưa vui vẻ                               | Khách mời  |             | VTV6   |                                                |
| 2014 | Vì bạn xứng đáng                              | Người chơi |             | VTV3   |                                                |
| 2018 | Ơn giời cậu đây rồi!                          | Khách Mời  | Tự Long     | VTV3   |                                                |
| 2018 | 5 Vòng vàng kỳ ảo                             | Khách Mời  | Lan Phương  | VTV3   |                                                |
| 2019 | Người đẹp Nhân ái - Hoa hậu Thế giới Việt Nam | Đồng hành  |             | THVL1  | Tập 6: Hoa bất tử                              |
| 2022 | Lời tự sự                                     | Khách mời  |             | VTV3   |                                                |
| 2025 | Đẹp +84                                       | Trưởng toa |             | VTV3   |                                                |

### Sự kiện xã hội
| Thời gian | Sự kiện                                                        | Vai trò              | Tổ chức                                       | Ghi chú                            |
| --------- | -------------------------------------------------------------- | -------------------- | --------------------------------------------- | ---------------------------------- |
| 2011-2013 | Miss Sàn Nhạc                                                  | Giám khảo            |                                               | [ 17 ]                             |
| 2010-2016 | Chuỗi thời trang mở màn Liên hoan phim Quốc tế Hà Nội (Haniff) | Đạo diễn catwalk     |                                               | [ 17 ] [ 18 ]                      |
| 2014-2021 | Amcham Gala                                                    | Đạo diễn             | Hiệp hội thương mại Hoa Kỳ                    | Kỷ niệm quan hệ ngoại giao Việt Mỹ |
| 2012      | Ngôi Sao Nhí                                                   | Giám khảo            |                                               | [ 19 ]                             |
| 2014      | Đêm sải bước                                                   | Đạo diễn / Người mẫu | MTS Việt Nam                                  | Biểu diễn thời trang               |
| 2014      | Vòng chung khảo Hoa Hậu Việt Nam khu vực phía Bắc              | Cố vấn               |                                               | [ 21 ]                             |
| 2016      | Miss & Mr VNU                                                  | Giám khảo            | Đại học Quốc gia Hà Nội                       |                                    |
| 2016      | Người đẹp phố biển                                             |                      |                                               | [ 22 ] [ 17 ]                      |
| 2016      | Nét đẹp Tràng An                                               | Giám khảo            |                                               | [ 23 ]                             |
| 2017      | LHP Việt Nam lần thứ XX                                        | Dẫn chương trình     |                                               | cùng Á hậu Diễm Trang              |
| 2017      | Mr & Miss. VNU                                                 | Giám khảo            | Đại học Quốc gia Hà Nội MTS Việt Nam          |                                    |
| 2019      | UEB Spotlight                                                  | Giám khảo            | Đại học Quốc gia Hà Nội MTS Việt Nam          | [ 17 ]                             |
| 2019      | Cuộc thi tìm kiếm gương mặt HLU Icon                           | Giám khảo            |                                               | [ 24 ]                             |
| 2019      | Lễ đăng cai giải đua xe công thức F1                           | Đạo diễn catwalk     | UBND TP Hà Nội                                | [ 17 ]                             |
| 2022      | Hoa hậu Hòa bình Việt Nam                                      | Giám khảo            | Công ty Cổ phần Quảng cáo Thương mại Sen Vàng |                                    |
| 2024      | Nam vương thế giới Việt Nam                                    | Giám khảo            | Công ty Cổ phần Quảng cáo Thương mại Sen Vàng |                                    |

## Giải thưởng
Anh nhận được giải “Diễn viên trẻ triển vọng” vào năm 2004.
Năm 2005, anh được Tạp chí Đẹp bình chọn là “Nam diễn viên ăn mặc đẹp nhất”.
Năm 2007, Minh Tiệp cũng lọt vào Top 30 diễn viên chính xuất sắc tại Liên hoan phim Kim Kê Bách Hoa (金鸡百花)  lần 15 tại Trung Quốc.
Năm 2005, Minh Tiệp nhận giải Bông sen vàng và giải Cánh diều vàng cho bộ phim “Hà Nội, Hà Nội” với vai nam chính.